# Lijst van schepen van de United States Navy (V)
Deze lijst geeft een overzicht van schepen die ooit in dienst zijn geweest bij de United States Navy waarvan de naam begint met een V.

## V
- USS V-1 (SS-163)
- USS V-2 (SS-164)
- USS V-3 (SS-165)
- USS V-4 (SS-166)
- USS V-5 (SS-167)
- USS V-6 (SS-168)
- USS V-7 (SS-169)
- USS V-8 (SS-170)
- USS V-9 (SS-171)
- USS V-43 (1915)

## Va
- USS Vaga (YT-116, YTB-374)
- USS Vagrant (PYc-30)
- USS Valcour (AGF-1)
- USS Valdez (FF-1096)
- USS Valeda (SP-592)
- USS Valencia (AKA-81)
- USS Valentine (AF-47)
- USS Valeria (AKA-48)
- USS Valiant (SP-535, PC-509)
- USS Vallejo (CL-112, CL-146)
- USS Valley City (1859)
- USS Valley Forge: CV-45 en CG-50
- USS Valor (AMc-108, AM-472)
- USS Valparaiso (1836)
- USS Valve (ARS-28)
- USS Vamarie (1933)
- USS Vammen (DE-644)
- USS Van Buren (1839, PF-42)
- USS Van Valkenburgh (DD-656)
- USS Van Voorhis (DE-1028)
- USS Vanadis (AKA-49)
- USS Vance (DER-387)
- USS Vancouver (LPD-2)
- USS Vandalia (1828, 1876, IX-191, PC-1175)
- USS Vandegrift (FFG-48)
- USS Vanderbilt (1857)
- USS Vanderburgh (APB-48)
- USS Vandivier (DER-540)
- USS Vanguard (AG-194)
- USS Vara (PC-509)
- USS Varian (DE-798)
- USS Varuna (1861, AGP-5)
- USS Vashon (YFB-19)
- USS Vaterland (1917)
- USS Vaud J. (1907)

## Ve
- USS Vedette (1914, SP-163)
- USS Veendijk (Id. No. 2515)
- USS Vega (SP-734, AK-17, AF-59, AK-286)
- USS Vela (AK-89)
- USS Vella Gulf (CVE-111, CG-72)
- USS Velocipede (SP-1258)
- USS Velocity (1862, SP-446, AM-128)
- USS Venango (AKA-82)
- USS Vencedor (SP-699)
- USS Vendace (SS-430)
- USS Venetia (SP-431)
- USS Venetian Maid (SP-188)
- USS Vengeance (1779, 1805)
- USS Vent (ARS-29)
- USS Venture (SP-616, PC-826, MSO-496)
- USS Venus (AKA-135)
- USS Verbena (1864)
- USS Verdi (SP-979)
- USS Verdin (YMS-471)
- USS Vergana (SP-519)
- USS Veritas (AKA-50)
- USS Vermilion (AKA-107)
- USS Vermillion (ACV/CVE-52)
- USS Vermillion Bay (CVE-108)
- USS Vermont (1848, BB-20)
- USS Verna & Esther (SP-1187)
- USS Vernon County (LST-1161)
- USS Vesole (DD-878)
- USS Vesta (Id. No. 2506)
- USS Vestal (AR-4)
- USS Vester (SP-686)
- USS Vesuvius (1806, 1846, 1869, 1888, AE-15)

## Vi
- USS Viburnum (AN-57)
- USS Vicksburg (1863, PG-11, CL-86, CG-69)
- USS Victor (SP-1995, AMc-109)
- USS Victoria (1855, AO-46, AK-281)
- USS Victorine (SP-951)
- USS Victorious
- USNS Victorious
- USS Victory (1863)
- USS Vidette (1907)
- USS Vidofner (SP-402)
- USS Vigil (YAGR-12/AGR-12)
- USS Vigilance (AM-324)
- USS Vigilant (1812, 1888, SP-406, WPC-154)
- USS Vigor (AMc-110, MSO-473)
- USS Viking (1883, SP-3314, ARS-1)
- USS Vileehi (IX-62)
- USS Villalobos (1896, IX-145)
- USS Vim (PG-99)
- USS Vincennes (1826, CA-44, CL-64, CG-49)
- USS Vincent (SP-3246)
- USS Vindicator
- USNS Vindicator
- USS Vinton (AKA-83)
- USS Violet (1862, WAGL-250)
- USS Viper (1806, 1814, SS-10)
- USS Vireo (AM-52/AT-144, MSC-205)
- USS Virginia (1776, 1797, 1825, 1861, BB-13, SP-274, SP-746, SP-1965, CGN-38, SSN-774)
- USS Virginian (1904, 1919)
- USS Virgo (AKA-20)
- USS Vision (SP-744, SP-1114)
- USS Visitor (SP-2266)
- USS Vital (AM-129, MSO-474)
- USS Vitality (PG-100)
- USS Vitesse (SP-1192)
- USS Vittorio Emmanuele III (Id. No. 3095)
- USS Vivace (SP-583)
- USS Vixen (1803, 1813, 1846, 1861, 1869, PY-4, PG-53)

## Vo – Vu
- USS Voge (FF-1047)
- USS Vogelgesang (DD-862)
- USS Volador (IX-59, SS-490)
- USS Volans (AKS-9)
- USS Volunteer (ID-3242, 1864)
- USS Von Steuben (ID-3017, SSBN-632)
- USS Voyager (SP-361)
- USS Vreeland (FF-1068)
- USS Vulcan (1898, 1909, AR-5)

A · B · C · D · E · F · G · H · I · J · K · L · M · N · O · P · Q · R · S · T · U · V · W · X · Y · Z